# 品行障碍
品行障碍（conduct disorder），世卫组织称反社会品行障碍（conduct-dissocial disorder），中国大陆又译去社会品行障碍，台湾又译行為規範障礙症，是指在青少年阶段的患者出现反复、持续的攻击性、反社会性、对立违抗性的行为障碍。这些行为违反了与年龄相适应的社会行为规范和道德准则，并因此影响患者自身的学习及社交功能、以及损害他人利益。品行障碍与普通的青少年顽皮及叛逆行为相比，更具备持久性的行为模式（通常在12个月以上）。行为障碍的特征也可能是其他精神疾病的症状。研究显示，患者被父母或监护人虐待是主要成因。

## 症状
被诊断为具备品行障碍的特征例子包括：
- 极端的攻击或欺侮；
- 对他人及动物的虐待；
- 严重破坏财产、消防设置；
- 偷窃；
- 反复说谎；
- 逃学及离家出走；
- 异常频繁及严重的恶劣脾气与不服从等。

以上行为可以作为判断标准，但孤立的行为并不被视为具备品行障碍。